# R-60飛彈

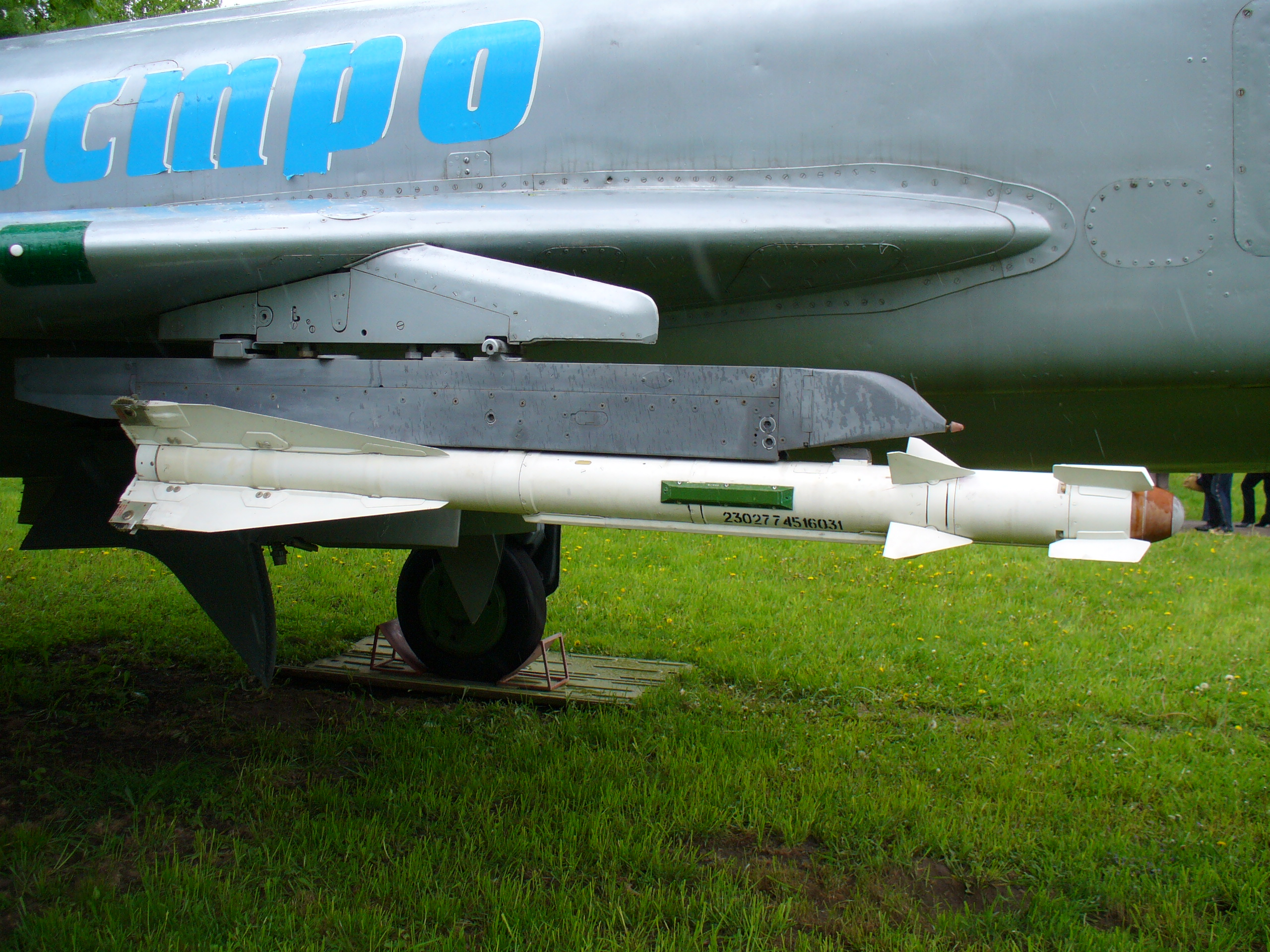
掛載於Su-15TM攔截機上的R-60/AA-8飛彈，攝於烏克蘭空軍博物館

R-60飛彈是蘇聯為了配合米格-23戰鬥機而研製的紅外線導引短程空對空飛彈，研製單位是三角旗機械製造設計局，北約代號是AA-8「蚜蟲」。

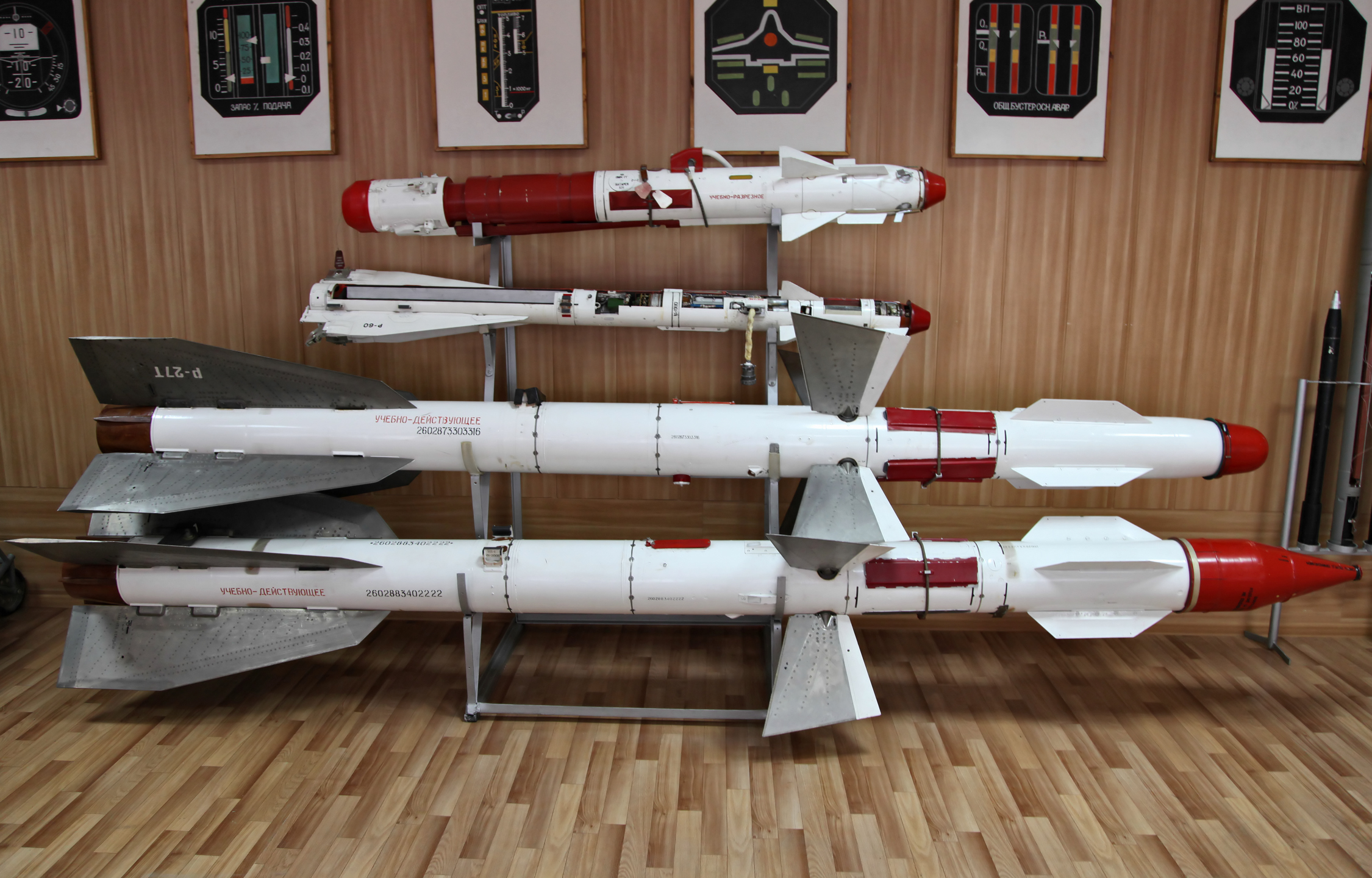
圖中由上至下分別為:
R-73短程空對空導彈、
R-60短程空對空導彈、
R-27T 中距惯性指挥修正暨红外线制导型 和
R-27R 中距惯性指挥修正暨半主动雷达制导型

## 設計特點
該彈前方有4塊固定的彈翼作為穩定在其後方有4塊三角翼作為方向控制，彈尾有4塊大彈翼，大彈翼後方有橫滾穩定用的陀螺儀，R-60採用短程空對空飛彈最常用的紅外線導引，最初只能攻击飛機後方，後來推出可以全方位跟踪敌机的R60M，該彈重量輕巧故而可以安裝於幾乎所有蘇聯軍用機，但缺點是戰鬥部的炸藥量只有1.15公斤，即使命中敵機也不能保證能把敵機擊落，故要向同一個目標發射兩枚R-60。
- R60M

R60M是R60的升级型号。R-60M（北约“蚜虫-B”）在1982年左右推出，使用氮气冷却导引头，视角扩大为±20°。虽然导引头进行了升级，但是只能在2公里的距离从敌机前方射击。最小发射距离进一步缩小，仅为200米（220码）。近炸引信提高了对ECM的抵抗力，尽管光学引信和雷达引信仍然可用（雷达引信的R-60M和Kolibri-M引信被命名为R-60KM）。R-60M长42毫米（1.7英寸），并具有更重的3.5千克（7.7磅）连续杆弹头，使发射重量增加到45千克（99磅）。
导弹特性
质量 45 千克
指导 红外
跟踪范围全方位
锁定范围（后侧）5 公里
锁定范围（前方和侧面）2 公里
发射范围 8 公里 
最大速度 2.5 马赫最大过载30 G
导弹制导时间 21 秒
爆炸质量 1.35千克

## 使用國

### 現役國

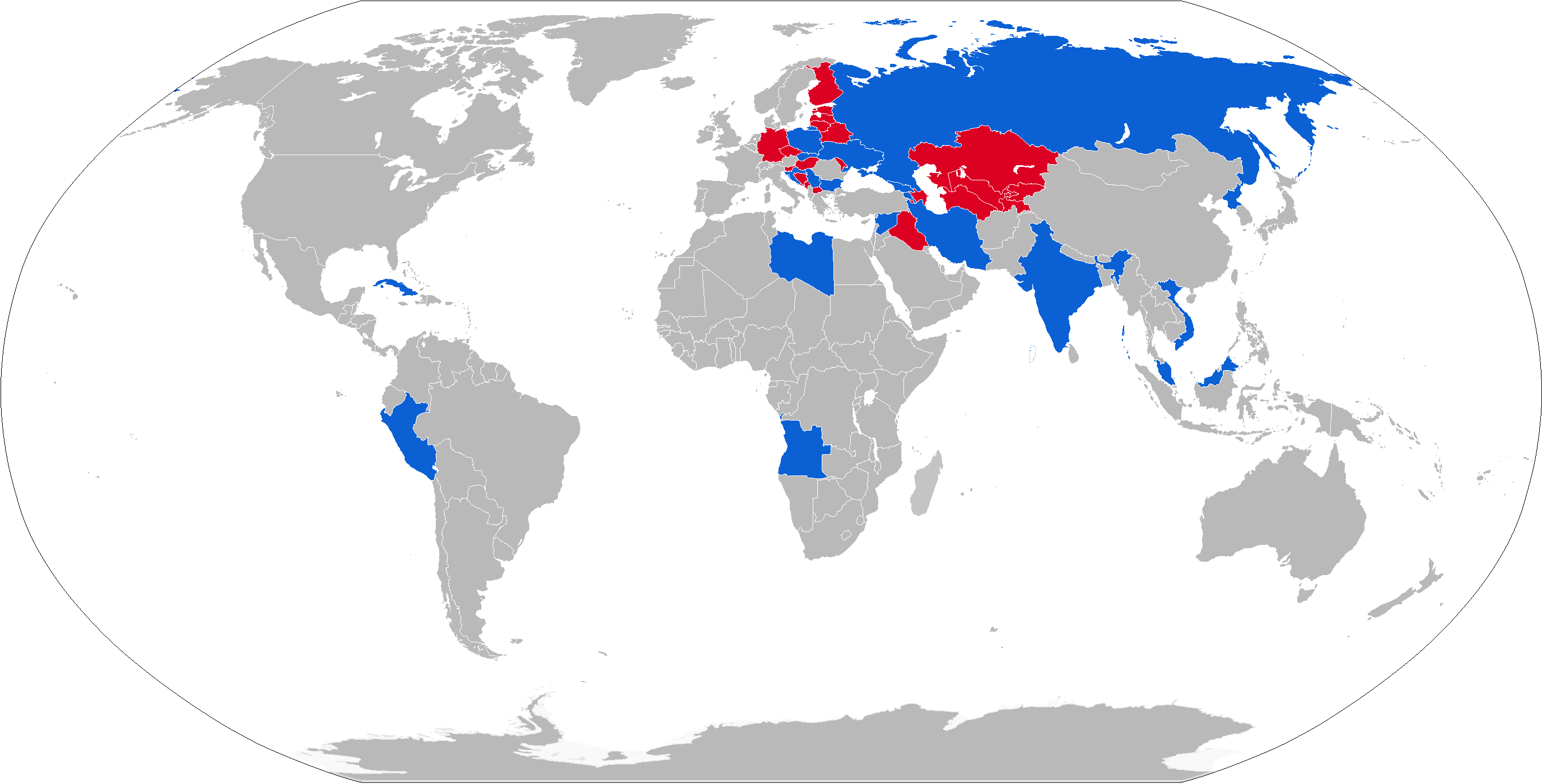
R-60系列飛彈使用國，藍色為現役，紅色為退役

阿尔及利亚
 亞美尼亞
 安哥拉
 保加利亚
 
 古巴
 
 伊朗
 利比亞
 马来西亚
 
 秘魯
 波蘭
 羅馬尼亞
 俄羅斯
 斯洛伐克
 塞爾維亞
 叙利亚
 乌克兰
 越南

### 退役國
捷克斯洛伐克
 捷克
 东德
 芬兰
 德国
 匈牙利
 伊拉克
 苏联
 南斯拉夫

## 外部連結
- 维基共享资源上的相關多媒體資源：R-60飛彈

1. ↑  . weaponsystems.net.   [4 January 2019]. （原始内容存档于2019-01-04）.
2. ↑  .   [23 December 2014]. （原始内容存档于2016-05-27）.
3. ↑  .   [23 December 2014]. （原始内容存档于2018-05-26）.
4. ↑  . www.altair.com.pl.   [4 January 2019]. （原始内容存档于2019-06-14）.